# Hell-O
Hell-O è l'album di debutto del gruppo musicale GWAR, pubblicato nel 1988.
1. Hell-O (1988)
2. Time for Death
3. Aeiou
4. Americanized
5. I'm In Love (With a Dead Dog)
6. Slutman City
7. World O' Filth
8. War Toy
9. Captain Crunch
10. Pure as the Arctic Snow
11. Je M'appelle J. Cousteau
12. Gwar Theme
13. Bone Meal
14. Ollie North
15. Techno's Song
16. U Aint Shit